# Granešina
Granešina je ranije bila selo sjeveroistočno od Zagreba, a danas je dio grada, odnosno dio zagrebačke gradske četvrti Gornja Dubrava.

## Znamenitosti
Naseljem dominira župna crkva Rođenja Blažene Djevice Marije, podignuta 1886. – 1887. prema projektima arhitekta Hermanna Bolléa. Riječ je o primjeru neogotike u hrvatskoj arhitekturi historicizma s relativno dobro sačuvanom unutarnjom opremom.

## Vanjske poveznice
- Crkva Rođenja Blažene Djevice Marije, Granešina - Zagreb  Arhivirana inačica izvorne stranice od 27. studenoga 2016. (Wayback Machine)